# Edelmira Anglada Esteba
Edelmira, Adalmira o Adelmira Anglada i Esteba (Sant Feliu de Guíxols, 16 d'abril de 1888 - 1938) va ser una pianista, cantant i compositora catalana.
Fou alumna de piano de la compositora Ònia Farga i Pellicer a l'acadèmia que aquesta tenia a Sant Feliu de Guíxols, i sembla que la compositora i violinista l'encoratjà a dedicar-se la composició.
El 1911 va fer un concert a l'Ateneu de Barcelona, interpretant-hi al piano obres de Mozart, Bach, Albéniz, Liszt, Chopin i Ònia Farga, i la premsa de l'època en destacà la portentosa agilitat i un sentiment artístic molt refinat en interpretar les difícils composicions del programa. Havia participat en recitals de cant i, el 1904, en la interpretació de la sarsuela Marina al seu poble natal, en el marc d'una companyia d'aficionats.
L'any 1921 l'orquestra de l'Associació Catalana d'Artistes estrenà la seva obra per a orquestra Dues gloses de cançons populars per a orquestra i també eren obra seva les sardanes Amoreta, Perpetuïna i Recordança.